# هدرانج قاسي
هدرانج قاسي (الاسم العلمي:Hydrangea robusta) هو نوع من النباتات يتبع جنس الهدرانج من الفصيلة الهدرانجية.